# トーマス・ベイズ
トーマス・ベイズ（英語: Thomas Bayes FRS、c. 1701年 - 1761年4月17日）は、イギリスの長老派の牧師で、確率論の確立に寄与した18世紀を代表する数学者・哲学者である。現在の同分野のイギリスにおける権威であるロンドン大学シティ校のビジネススクールが、ベイズビジネススクールと呼称されている。

## 経歴
トーマス・ベイズは長老派教会の教役者であるジョシュア・ベイズの息子として生まれた。出生地をハートフォードシャーとする文献もある。シェフィールドにルーツを持つ非国教派の家系に生まれた。
1719年にエディンバラ大学に入学し、論理学と神学を学んだ。1722年ごろに帰郷してからはロンドンのレイターズ教会にて父親を補助し、1734年ごろにケントのタンブリッジ・ウェルズへ移住した。同地のマウント・サイオン教会で教役者を1752年まで務めた。
生涯の内に神学を扱った本と数学を扱った本の2冊を出版していた事が知られている。
1. Divine Benevolence, or an Attempt to Prove That the Principal End of the Divine Providence and Government is the Happiness of His Creatures (1731年)
2. An Introduction to the Doctrine of Fluxions, and a Defence of the Mathematicians Against the Objections of the Author of The Analyst (1736年に匿名で出版)

1742年11月4日に王立協会フェローに選出された。
1755年に病み、1761年にタンブリッジ・ウェルズで亡くなった。ロンドンのムーアゲートにある多くの非国教派の眠るバンヒル墓地に埋葬されている。

## 確率論
晩年は確率論に深い関心を持った。確率論に関する著作や発見は死後に原稿という形で友人であったリチャード・プライスに渡された。
確率論や統計学において、ベイズにちなんで名付けられたベイズの定理（ベイズのていり、英: Bayes' theorem）とは、ある事象に関連する可能性のある条件についての事前の知識に基づいて、その事象の確率を記述するものである。例えば、健康問題の発生リスクが年齢とともに増加することが知られている場合、ベイズの定理により、ある年齢の個人のリスクを、単にその個人が集団全体の典型的な例であると仮定するよりも、（年齢を条件として）より正確に評価することができる。ベイズの定理は、データに基づく事象の条件付き確率や事象に関する事前情報または直観的信頼度、事象に関連した条件を説明する。
ベイズの定理を応用したものに、推計統計学の手法の一つであるベイズ推定がある。その際、定理に関わる確率は、異なる確率解釈をすることができる。ベイズ確率の解釈では、定理は確率として表現された信念の度合いが、関連する証拠の入手可能性を考慮して合理的にどのように変化すべきかを表現している
ベイズの定理を用いて新たなデータを得た後に確率を計算および更新するベイズ統計学（ベイズとうけいがく、英: Bayesian statistics）は、確率のベイズ的解釈に基づく統計学（および理論）である。ベイズの定理を確率分布または統計モデルのパラメータを見積るために使うことができる。ベイズ統計学は確率を直感的信頼度として扱うため、ベイズの定理はパラメータまたはパラメータのセットに対して、信頼度を定量化する確率分布を直接的に割当てることができる。
- この確率のベイズ的解釈では、対象の変数に関する確率（分布）は事象における直観的信頼度（仮説モデルの信頼度）を表す。したがってパラメーター変数に対しても確率であるとし固定値と捉えない特徴を持つ。
- さらにこの確率は新たに集めた現実の情報・データを取り込むことでより尖鋭型へ更新され、したがって事実を忠実に反映する働きと捉える[9]。直観的信頼度は、以前の実験の結果や事象に関する個人的信頼度といった事象に関する事前知識に基づいてよい。
- 上記は数多くの他の確率の解釈（英語版）に基づく統計学理論とは異なる。例えば、頻度主義の解釈では、確率を多数の試行後の事象の相対的頻度の極限と見なす[8]。またパラメーター変数は固定値と捉えることを原則とする。

## 産業界への影響
ベイズによって確立された確率論が、現代産業界において、保険アクチュアリーやリスクマネジメント理論の基礎につながっていることから、後のイギリスの産業革命・植民地主義を通して産業界へ寄与が評価されている。
2021年には、保険アクチュアリーやリスクマネジメントでの権威とされるロンドン大学シティ校のビジネススクールが名称を変更する際に、ベイズの名にちなんだベイズビジネススクールの名称が用いられることとなった。　これは2020年のジョージ・フロイド殺害事件の後、世界中の多くの都市で黒人差別に対する抗議行動が起きたことを受け、サー・ジョン・キャス財団が支援する同教育機関が、黒人奴隷貿易に関与していたジョン・キャスの名称を削除し名称変更を行ったもの。